# Келемен, Милко
Ми́лко Ке́лемен (хорв. Milko Kelemen; 30 марта 1924, Слатина, КСХС — 8 марта 2018, Штутгарт, Германия) — хорватский композитор.

## Биография
В 1950 году учился у Степана Шулека в Музыкальной академии в Загребе. Затем оттачивал мастерство в Париже у Оливье Мессиана (1953—1954), Фрайбурге у Вольфганга Фортнера (1958—1960), Сиене и Дармштадте, в Siemens-Studios für elektronische Musik (Мюнхен) (1966—1968). С 1953 года работал преподавателем композиции в Загребе, с 1968 года — в разных городах ФРГ.
Келемен — основатель (1961) и руководитель загребского Биеннале современной музыки. Будучи одним из первых хорватских авангардистов, Келемен применял новейшие приёмы письма, писал электронную музыку, в музыкально-сценических произведениях обращался к «театру абсурда».
Произведения
- оперы — «Новый жилец» (Novi stanar, по Эжену Ионеско, 1964, Мюнстер), «Король Убу» (König Ubu, 1965, Гамбург), «Осадное положение» (Der Belagerungszustand, по «Чуме» Альбера Камю, 1970, Гамбург);
- балет «Брошенные» (Abbandonate, по Федерико Гарсиа Лорке, 1964, Любек);
- кантаты (с оркестром);
- для оркестра — симфония (1951), симфониетта (1950);
- пьесы для струнного («Концертные импровизации», 1955) и для камерного оркестра (1956, 1958);
- концерты с оркестром — для фортепиано (1952), скрипки (1953), фагота (1956);
- камерно-инструментальные ансамбли;
- пьесы для различных инструментов;
- хоры;
- циклы песен для голоса и камерного ансамбля.